# Desisa parvula
Desisa parvula är en skalbaggsart som beskrevs av Stefan von Breuning 1938. Desisa parvula ingår i släktet Desisa och familjen långhorningar.
Artens utbredningsområde är:
- Filippinerna.
- Sulawesi.

Inga underarter finns listade i Catalogue of Life.